# Кузнецова Світлана Олександрівна
Світла́на Олекса́ндрівна Кузнецо́ва (рос. Кузнецова Светлана Александровна; 27 червня 1985, Ленінград, СРСР) — колишня російська тенісистка, переможниця двох турнірів Великого шолома та двох у парному, заслужений майстер спорту Росії.
Світлана є донькою Олександра Кузнецова — тренера, який привів п'ятьох велосипедистів до перемог на Олімпійських іграх і чемпіонатах світу. Її батько також тренував її матір, Галину Царьову — шестиразову чемпіонку світу, та її брата Миколу Кузнецова, срібного призера Олімпійських ігор 1996 в Атланті, США.
Кузнєцова, починаючи з 14 років, вчилася грати в теніс в Барселоні, де її наставниками були Еміліо Санчес та Серхіо Касаль.
Перший турнір Великого шолома Света виграла в 19 років, це був Відкритий чемпіонат США 2004. Того року росіянки виграли три з чотирьох мейджорів. У фіналі Кузя перемогла співвітчизницю Олену Дементьєву, не допустивши її до титулу переможниці турніру Великого шолома.
Друга перемога прийшла до Кузнєцової на Ролан-Гарросі 2009, де вона в фіналі переграла співвітчизницю Дінару Сафіну, не допустивши її до титулу Великого шолома. Ні Дементьєва, ні Сафіна інших мейджорів не вигравали, попри те, що Сафіна була першою ракеткою світу.
У парному розряді Кузя двічі вигравала Відкритий чемпіонат Австралії, одного разу з австралійкою Алісією Молік, іншого разу—  зі співвітчизницею Вірою Звонарьовою.
Кузнєцова користується повагою у коментаторів. Вона не гламурна як інші російські тенісистки, такі як Марія Шарапова, Марія Кириленко чи Анна Чакветадзе, не задирає носа й має гарне почуття гумору. Крім англійської, якою за необхідністю розмовляють усі провідні тенісисти, Кузнєцова вільно розмовляє іспанською і спілкується нею зі своїм тренером.
Кузнєцова довгі роки перебувала в першій двадцятці (часто десятці) рейтингу WTA, але на початку 2018 року через травми випала з першої сотні. Однак в серпні вона здобула свій 18-ий титул WTA на Washington Open, продемонструвавши, що її ще рано скидати з рахунку.

## Статистика

### Фінали турнірів Великого шолома

#### Одиночний розряд: 4 (2–2)
| Результат | Рік  | Турнір      | Поверхня | Супротивниця     | Рахунок  |
| --------- | ---- | ----------- | -------- | ---------------- | -------- |
| Перемога  | 2004 | US Open     | Хард     | Олена Дементьєва | 6–3, 7–5 |
| Поразка   | 2006 | French Open | Ґрунт    | Жустін Енен      | 4–6, 4–6 |
| Поразка   | 2007 | US Open     | Хард     | Жустін Енен      | 1–6, 3–6 |
| Перемога  | 2009 | French Open | Ґрунт    | Дінара Сафіна    | 6–4, 6–2 |

#### Парний розряд: 7 (2–5)
| Результат | Рік  | Турнір          | Поверхня | Партнерка           | Супротивниці                         | Рахунок       |
| --------- | ---- | --------------- | -------- | ------------------- | ------------------------------------ | ------------- |
| Поразка   | 2003 | US Open         | Хард     | Мартіна Навратілова | Вірхінія Руано Паскуаль Паола Суарес | 2–6, 3–6      |
| Поразка   | 2004 | Australian Open | Хард     | Олена Лиховцева     | Вірхінія Руано Паскуаль Паола Суарес | 4–6, 3–6      |
| Поразка   | 2004 | French Open     | Ґрунт    | Олена Лиховцева     | Вірхінія Руано Паскуаль Паола Суарес | 0–6, 3–6      |
| Поразка   | 2004 | US Open         | Хард     | Олена Лиховцева     | Вірхінія Руано Паскуаль Паола Суарес | 4–6, 5–7      |
| Перемога  | 2005 | Australian Open | Хард     | Алісія Молік        | Ліндсі Девенпорт Коріна Мораріу      | 6–3, 6–4      |
| Поразка   | 2005 | Wimbledon       | Трава    | Амелі Моресмо       | Кара Блек Лізель Губер               | 2–6, 1–6      |
| Перемога  | 2012 | Australian Open | Хард     | Віра Звонарьова     | Сара Еррані Роберта Вінчі            | 5–7, 6–4, 6–3 |

## Фінали турнірів WTA

### Одиночний розряд: 42 (18 титулів, 24 поразки)
| Легенда                                                            |
| ------------------------------------------------------------------ |
| Турніри Великого шлему (2–2)                                       |
| Турніри WTA Tier I / Турніри WTA Premier / Турніри WTA 1000 (2–11) |
| Турніри WTA Tier II / Турніри WTA Premier / Турніри WTA 500 (8–10) |
| Турніри WTA International / Турніри WTA 250 (6–1)                  |

| Титули за покриттям |
| ------------------- |
| Тверде (14–15)      |
| Трава (1–0)         |
| Ґрунт (3–9)         |
| Килим (0–0)         |

| Результат | В-П   | Дата     | Турнір                                        | Категорія     | Покриття   | Опонент                | Рахунок            |
| --------- | ----- | -------- | --------------------------------------------- | ------------- | ---------- | ---------------------- | ------------------ |
| Перемога  | 1–0   | Тра 2002 | Nordea Nordic Light Open, Фінляндія           | International | Ґрунт      | Деніса Хладкова        | 0–6, 6–3, 7–6(7–2) |
| Перемога  | 2–0   | Вер 2002 | Commonwealth Bank Tennis Classic, Індонезія   | International | Тверде     | Кончита Мартінес       | 3–6, 7–6(7–4), 7–5 |
| Поразка   | 2–1   | Лют 2004 | Dubai Tennis Championships, UAE               | Tier II       | Тверде     | Жустін Енен            | 6–7(3–7), 3–6      |
| Поразка   | 2–2   | Бер 2004 | Qatar Ladies Open, Катар                      | Tier II       | Тверде     | Анастасія Мискіна      | 6–4, 4–6, 4–6      |
| Поразка   | 2–3   | Тра 2004 | Warsaw Open, Польща                           | Tier II       | Ґрунт      | Вінус Вільямс          | 1–6, 4–6           |
| Перемога  | 3–3   | Чер 2004 | Eastbourne International, UK                  | Tier II       | Трава      | Даніела Гантухова      | 2–6, 7–6(7–4), 6–4 |
| Перемога  | 4–3   | Вер 2004 | Відкритий чемпіонат США з тенісу, США         | Grand Slam    | Тверде     | Олена Дементьєва       | 6–3, 7–5           |
| Перемога  | 5–3   | Вер 2004 | Wismilak International, Індонезія (2)         | International | Тверде     | Марлен Вайнгартнер     | 6–1, 6–4           |
| Поразка   | 5–4   | Вер 2004 | China Open, КНР                               | Tier II       | Тверде     | Серена Вільямс         | 6–4, 5–7, 4–6      |
| Поразка   | 5–5   | Тра 2005 | Warsaw Open, Польща                           | Tier II       | Ґрунт      | Жустін Енен            | 6–3, 2–6, 5–7      |
| Перемога  | 6–5   | Кві 2006 | Відкритий чемпіонат Маямі з тенісу, США       | Tier I        | Тверде     | Марія Шарапова         | 6–4, 6–3           |
| Поразка   | 6–6   | Тра 2006 | Warsaw Open, Польща                           | Tier II       | Ґрунт      | Кім Клейстерс          | 5–7, 2–6           |
| Поразка   | 6–7   | Чер 2006 | Відкритий чемпіонат Франції з тенісу, Франція | Grand Slam    | Ґрунт      | Жустін Енен            | 4–6, 4–6           |
| Перемога  | 7–7   | Вер 2006 | Wismilak International, Індонезія (3)         | International | Тверде     | Маріон Бартолі         | 7–5, 6–2           |
| Перемога  | 8–7   | Вер 2006 | КНР Open, КНР                                 | Tier II       | Тверде     | Амелі Моресмо          | 6–4, 6–0           |
| Поразка   | 8–8   | Бер 2007 | Катар Open, Катар                             | Tier II       | Тверде     | Жустін Енен            | 4–6, 2–6           |
| Поразка   | 8–9   | Бер 2007 | Indian Wells Open, США                        | Tier I        | Тверде     | Даніела Гантухова      | 3–6, 4–6           |
| Поразка   | 8–10  | Тра 2007 | German Open, Німеччина                        | Tier I        | Ґрунт      | Ана Іванович           | 6–3, 4–6, 6–7(3–7) |
| Поразка   | 8–11  | Тра 2007 | Мастерс Рим, Італія                           | Tier I        | Ґрунт      | Єлена Янкович          | 5–7, 1–6           |
| Перемога  | 9–11  | Сер 2007 | Connecticut Open, США                         | Tier II       | Тверде     | Агнеш Савай            | 4–6, 3–0 ret.      |
| Поразка   | 9–12  | Вер 2007 | US Open, США                                  | Grand Slam    | Тверде     | Жустін Енен            | 1–6, 3–6           |
| Поразка   | 9–13  | Січ 2008 | Sydney International, Австралія               | Tier II       | Тверде     | Жустін Енен            | 6–4, 2–6, 4–6      |
| Поразка   | 9–14  | Бер 2008 | Dubai Championships, UAE                      | Tier II       | Тверде     | Олена Дементьєва       | 6–4, 3–6, 2–6      |
| Поразка   | 9–15  | Бер 2008 | Indian Wells Open, США                        | Tier I        | Тверде     | Ана Іванович           | 4–6, 3–6           |
| Поразка   | 9–16  | Вер 2008 | Toray Pan Pacific Open, Японія                | Tier I        | Тверде     | Дінара Сафіна          | 1–6, 3–6           |
| Поразка   | 9–17  | Вер 2008 | КНР Open, КНР                                 | Tier II       | Тверде     | Єлена Янкович          | 3–6, 2–6           |
| Перемога  | 10–17 | Тра 2009 | Porsche Tennis Grand Prix, Німеччина          | Premier       | Ґрунт (i)  | Дінара Сафіна          | 6–4, 6–3           |
| Поразка   | 10–18 | Тра 2009 | Italian Open, Італія                          | Premier 5     | Ґрунт      | Дінара Сафіна          | 3–6, 2–6           |
| Перемога  | 11–18 | Чер 2009 | French Open, Франція                          | Grand Slam    | Ґрунт      | Дінара Сафіна          | 6–4, 6–2           |
| Перемога  | 12–18 | Жов 2009 | КНР Open, КНР (2)                             | Premier M     | Тверде     | Агнешка Радванська     | 6–2, 6–4           |
| Перемога  | 13–18 | Сер 2010 | San Diego Open, U.S.                          | Premier       | Тверде     | Агнешка Радванська     | 6–4, 6–7(7–9), 6–3 |
| Поразка   | 13–19 | Лют 2011 | Dubai Championships, UAE                      | Premier 5     | Тверде     | Каролін Возняцкі       | 1–6, 3–6           |
| Поразка   | 13–20 | Тра 2014 | Estoril Open, Португалія                      | International | Ґрунт      | Карла Суарес Наварро   | 4–6, 6–3, 4–6      |
| Перемога  | 14–20 | Сер 2014 | Washington Open, США                          | International | Тверде     | Нара Курумі            | 6–3, 4–6, 6–4      |
| Поразка   | 14–21 | Тра 2015 | Мастерс Мадрид, Іспанія                       | Premier M     | Ґрунт      | Петра Квітова          | 1–6, 2–6           |
| Перемога  | 15–21 | Жов 2015 | Кубок Кремля, Росія                           | Premier       | Тверде (i) | Анастасія Павлюченкова | 6–2, 6–1           |
| Перемога  | 16–21 | Січ 2016 | Sydney International, Австралія               | Premier       | Тверде     | Моніка Пуїг            | 6–0, 6–2           |
| Поразка   | 16–22 | Кві 2016 | Miami Open, США                               | Premier M     | Тверде     | Вікторія Азаренко      | 3–6, 2–6           |
| Перемога  | 17–22 | Жов 2016 | Kremlin Cup, Росія (2)                        | Premier       | Тверде (i) | Дарія Савілл           | 6–2, 6–1           |
| Поразка   | 17–23 | Бер 2017 | Indian Wells Open, США                        | Premier M     | Тверде     | Олена Весніна          | 7–6(8–6), 5–7, 4–6 |
| Перемога  | 18–23 | Сер 2018 | Washington Open, США (2)                      | International | Тверде     | Донна Векич            | 4–6, 7–6(9–7), 6–2 |
| Поразка   | 18–24 | Сер 2019 | Мастерс Цинциннаті, США                       | Premier 5     | Тверде     | Медісон Кіз            | 5–7, 6–7(5–7)      |

### Парний розряд: 31 (16 титулів, 15 поразок)
| Легенда (до/після 2010)                                             |
| ------------------------------------------------------------------- |
| Grand Slam (2–5)                                                    |
| Tier I / Premier 5 & Mandatory / WTA 1000 (4–2)                     |
| Tier II / Premier / WTA 500 (6–5)                                   |
| Турніри WTA Tier III, Турніри 4-ї категорії WTA & V / WTA 250 (4–3) |

| Титули за покриттям |
| ------------------- |
| Тверде (11–12)      |
| Трава (1–2)         |
| Ґрунт (3–1)         |
| Килим (1–0)         |

| Результат | В-П   | Дата     | Турнір                                            | Категорія  | Покриття   | Партнер               | Опоненти                                 | Рахунок            |
| --------- | ----- | -------- | ------------------------------------------------- | ---------- | ---------- | --------------------- | ---------------------------------------- | ------------------ |
| Перемога  | 1–0   | Лип 2002 | Orange Warsaw Open, Польща                        | Tier III   | Ґрунт      | Аранча Санчес Вікаріо | - Катерина Сисоєва - Євгенія Куликовська | 6–2, 6–2           |
| Перемога  | 2–0   | Сер 2002 | Nordea Nordic Light Open, Фінляндія               | Tier IV    | Ґрунт      | Аранча Санчес Вікаріо | - Ева Бес - Марія Хосе Мартінес Санчес   | 6–3, 6–7(5–7), 6–3 |
| Перемога  | 3–0   | Вер 2002 | Toyota Princess Cup, Японія                       | Tier II    | Тверде     | Аранча Санчес Вікаріо | - Петра Мандула - Патріція Вартуш        | 6–2, 6–4           |
| Поразка   | 3–1   | Вер 2002 | Commonwealth Bank Tennis Classic, Індонезія       | Tier III   | Тверде     | Аранча Санчес Вікаріо | - Кара Блек - Вірхінія Руано Паскуаль    | 2–6, 3–6           |
| Поразка   | 3–2   | Жов 2002 | Japan Open, Японія                                | Tier III   | Тверде     | Аранча Санчес Вікаріо | - Асагое Сінобу - Міягі Нана             | 4–6, 6–4, 4–6      |
| Перемога  | 4–2   | Гру 2002 | Australian Тверде Court Championships, Австралія  | Tier III   | Тверде     | Мартіна Навратілова   | Наталі Деші Емілі Луа                    | 6–4, 6–4           |
| Перемога  | 5–2   | Лют 2003 | Dubai Tennis Championships, UAE                   | Tier II    | Тверде     | Мартіна Навратілова   | - Кара Блек - Олена Лиховцева            | 6–3, 7–6(9–7)      |
| Перемога  | 6–2   | Тра 2003 | Мастерс Рим, Італія                               | Tier I     | Ґрунт      | Мартіна Навратілова   | - Єлена Докич - Надія Петрова            | 6–4, 5–7, 6–2      |
| Перемога  | 7–2   | Сер 2003 | Мастерс Канада, Канада                            | Tier I     | Тверде     | Мартіна Навратілова   | - Марія Венто-Кабчі - Анжелік Віджайя    | 3–6, 6–1, 6–1      |
| Поразка   | 7–3   | Сер 2003 | Відкритий чемпіонат США з тенісу, США             | Grand Slam | Тверде     | Мартіна Навратілова   | - Вірхінія Руано Паскуаль - Паола Суарес | 2–6, 3–6           |
| Перемога  | 8–3   | Вер 2003 | Sparkassen Cup, Німеччина                         | Tier II    | Килим      | Мартіна Навратілова   | Олена Лиховцева Надія Петрова            | 3–6, 6–1, 6–3      |
| Перемога  | 9–3   | Січ 2004 | Тверде Court Open, Австралія (2)                  | Tier III   | Тверде     | Олена Лиховцева       | - Лізель Губер - Магдалена Малеєва       | 6–3, 6–4           |
| Поразка   | 9–4   | Лют 2004 | Відкритий чемпіонат Австралії з тенісу, Австралія | Grand Slam | Тверде     | Олена Лиховцева       | Вірхінія Руано Паскуаль Паола Суарес     | 4–6, 3–6           |
| Поразка   | 9–5   | Лют 2004 | Dubai Championships, UAE                          | Tier II    | Тверде     | Олена Лиховцева       | - Жанетта Гусарова - Кончита Мартінес    | 0–6, 6–1, 3–6      |
| Перемога  | 10–5  | Бер 2004 | Qatar Ladies Open, Катар                          | Tier II    | Тверде     | Олена Лиховцева       | Жанетта Гусарова Кончіта Мартінес        | 7–6(7–4), 6–2      |
| Поразка   | 10–6  | Бер 2004 | Indian Wells Open, США                            | Tier I     | Тверде     | Олена Лиховцева       | Вірхінія Руано Паскуаль Паола Суарес     | 1–6, 2–6           |
| Поразка   | 10–7  | Бер 2004 | Відкритий чемпіонат Маямі з тенісу, США           | Tier I     | Тверде     | Олена Лиховцева       | Надія Петрова Меган Шонессі              | 2–6, 3–6           |
| Поразка   | 10–8  | Тра 2004 | Відкритий чемпіонат Франції з тенісу, Франція     | Grand Slam | Ґрунт      | Олена Лиховцева       | Вірхінія Руано Паскуаль Паола Суарес     | 0–6, 3–6           |
| Поразка   | 10–9  | Чер 2004 | Eastbourne International, UK                      | Tier II    | Трава      | Олена Лиховцева       | - Алісія Молік - Магі Серна              | 4–6, 4–6           |
| Поразка   | 10–10 | Сер 2004 | US Open, США                                      | Grand Slam | Тверде     | Олена Лиховцева       | Вірхінія Руано Паскуаль Паола Суарес     | 4–6, 5–7           |
| Поразка   | 10–11 | Вер 2004 | Wismilak International, Індонезія                 | Tier III   | Тверде     | Аранча Санчес Вікаріо | - Анастасія Мискіна - Суґіяма Ай         | 3–6, 5–7           |
| Перемога  | 11–11 | Січ 2005 | Australian Open, Австралія                        | Grand Slam | Тверде     | Алісія Молік          | - Ліндсі Девенпорт - Коріна Мораріу      | 6–3, 6–4           |
| Поразка   | 11–12 | Лют 2005 | Dubai Championships, UAE                          | Tier II    | Тверде     | Алісія Молік          | - Вірхінія Руано Паскуаль - Паола Суарес | 7–6, 2–6, 1–6      |
| Перемога  | 12–12 | Бер 2005 | Miami Open, США                                   | Tier I     | Тверде     | Алісія Молік          | - Ліза Реймонд - Ренне Стаббс            | 7–5, 6–7(5–7), 6–2 |
| Поразка   | 12–13 | Чер 2005 | Вімблдонський турнір, Велика Британія             | Grand Slam | Трава      | Амелі Моресмо         | - Кара Блек - Лізель Губер               | 2–6, 1–6           |
| Поразка   | 12–14 | Лют 2006 | Dubai Championships, UAE                          | Tier II    | Тверде     | Надія Петрова         | - Квета Пешке - Франческа Ск'явоне       | 6–3, 6–7, 3–6      |
| Перемога  | 13–14 | Чер 2006 | Eastbourne International, UK                      | Tier II    | Трава      | Амелі Моресмо         | - Мартіна Навратілова - Лізель Губер     | 6–2, 6–4           |
| Поразка   | 13–15 | Лют 2007 | Dubai Championships, UAE                          | Tier II    | Тверде     | Алісія Молік          | - Кара Блек - Лізель Губер               | 6–7, 4–6           |
| Перемога  | 14–15 | Кві 2009 | Miami Open, США (2)                               | Premier M  | Тверде     | Амелі Моресмо         | - Квета Пешке - Ліза Реймонд             | 4–6, 6–3, [10–3]   |
| Перемога  | 15–15 | Січ 2012 | Australian Open, Австралія (2)                    | Grand Slam | Тверде     | Віра Звонарьова       | - Сара Еррані - Роберта Вінчі            | 5–7, 6–4, 6–3      |
| Перемога  | 16–15 | Жов 2013 | Кубок Кремля, Росія                               | Premier    | Тверде (i) | Саманта Стосур        | - Алла Кудрявцева - Анастасія Родіонова  | 6–1, 1–6, [10–8]   |